# 予防衛生協会
座標: 北緯36度3分32.1秒 東経140度3分32秒 / 北緯36.058917度 東経140.05889度
一般社団法人予防衛生協会（いっぱんしゃだんほうじんよぼうえいせいきょうかい、The Corporation for Production and Research of Laboratory Primates）は、予防衛生に関する科学的調査研究業務に協力することにより、公衆衛生の向上に資することを目的に掲げており、予防衛生に関する各種団体が加盟している。元厚生労働省所管。
予防衛生協会セミナーを、年に数回開催している。

## 概要
所在茨城県つくば市島名2335
会長吉川泰弘